# زارا لارسون
زارا ماريا لارسون (ولدت في 16 ديسمبر 1997) هي مغنية وكاتبة أغاني سويدية. نالت شهرة محلية عقب فوزها في موسم 2008 من برنامج المواهب تالانغ وهو النسخة السويدية من برنامج المواهب العالمي الشهير غوت تالنت وكانت تبلغ من العمر 10 سنوات فقط. سنة 2012 وقعت زارا عقداً مع مجموعة تين ميوزيك للتسجيلات وأصدرت أول ألبوم لها تحت اسم «إنتردوسينغ». في يناير 2013 تصدرت أغنيتها «أنكوفر» قائمة التسجيلات في كل من السويد والدانمارك والنرويج. وفي فبراير 2013 تم وسم أغنية «أنكوفر» كأغنية بلاتينية من قبل مجموعة يونيفرسال الموسيقية. وقعت لارسون كذلك عقداً لمدة ثلاث سنوات مع شركة إبيك للتسجيلات بالولايات المتحدة في أبريل 2013. وقد شاركت زارا في الحفل الافتتاحي لبطولة أمم أوروبا لكرة القدم 2016 رفقة دافيد غيتا بفرنسا بأغنية هذه القطعة من أجلك. إتخذت مسيرة زارا لارسون منحي عالمي بعد إصدارها لألبومها الجديد في 23 مارس 2017 تحت اسم جيد جدا (بالإنجليزية: so good)‏ إحتل الأخير المرتبة السابعة في ترتيب الألبومات البريطاني. تضمن الألبوم ثمانية أغاني هم علي التوالي «حياة معشبة» (بالإنجليزية: lush life)‏ «لن أنساك» (بالإنجليزية: never forget you)‏ التي إحتلت المرتبة 13 في ترتيب البيلبورد الأمريكي و «لاتدعني أكون لك» (بالإنجليزية: don't let me be your's)‏ التي إحتلت المركز 15 في ترتيب الأغاني البريطانية UK charts , «سمفونية» (بالإنجليزية: symphony)‏ التي أصبحت أول أغنية لها تحتل المرتبة الأولي في بريطانيا و «سأعجب» (بالإنجليزية: I would like)‏ إضافة ل(بالإنجليزية: ain't my fault)‏.

## حياتها المبكرة
وُلدت زارا لارسون في 16 ديسمبر 1997 بمستشفى كارولينسكا الجامعي المتواجد ببلدية سولنا، محافظة ستوكهولم، السويد لأغنيثا وأنديرس لارسون. وخلال مقابلة أجرتها صحيفة سفينسكا داغبلادت معها، قالت أنها قد وُلدت «ميتة» بسبب نقص في الأوكسجين راجع إلى التفاف الحبل السّري حول عنقها وهي جنين لدى زارا أخت صغرى تدعى هَانَا وهي مغنية كذلك وفرد من فرقة «هانا وأندريا».
سنة 2015، قالت لارسون خلال مقابلة أجرتها أنها قُبلت في مدرسة أدولف فريديريك المرموقة للموسيقى لكنها رُفضت لاحقاً بسبب امتناعها عن الغناء في جوقة.

## مشوارها المهني

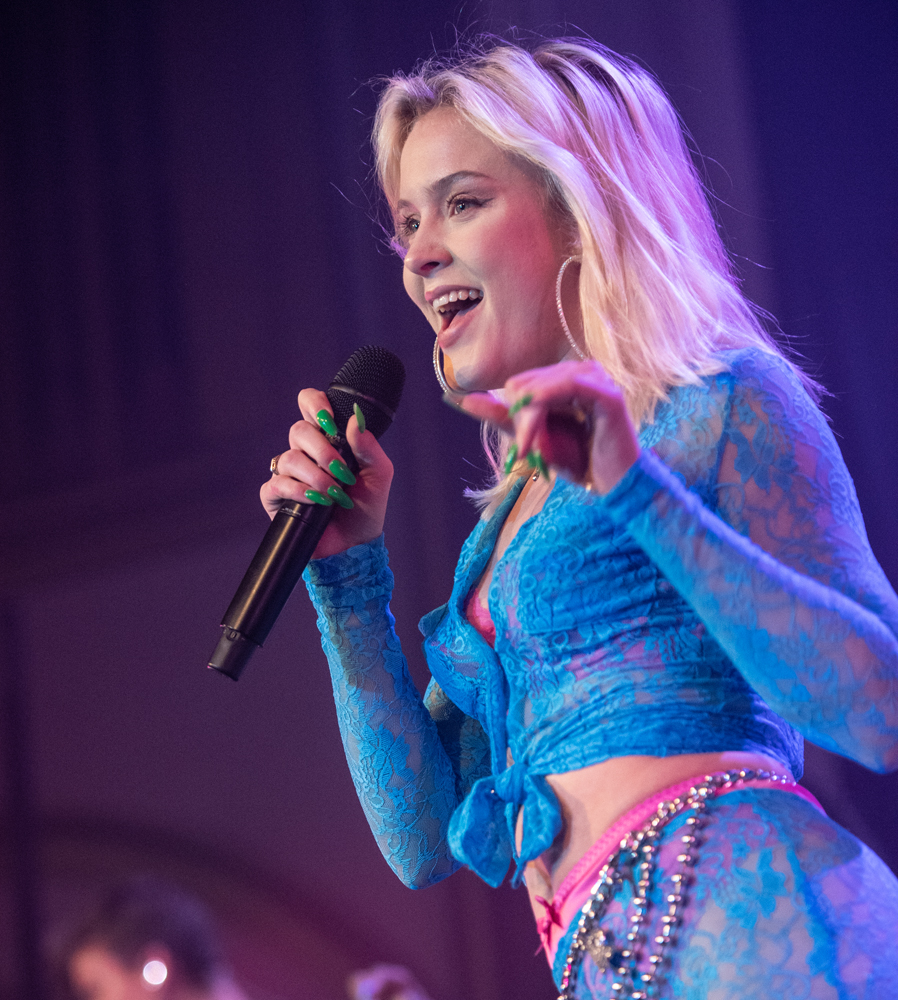
زارا لارسون تؤدي عرضًا على مسرح نبتون في سياتل في 17 سبتمبر 2019

### بداية المشوار من 2008 إلى 2011
فازت زارا لارسون وعمرها 10 سنوات بموسم 2008 من برنامج المواهب السويدي تالانغ وهو النسخة السويدية من برنامج المواهب العالمي غوت تالنت. لتربح بذلك مبلغ 500,000 كرونة سويدية
لاحقاً تم اعتبار أغنية سيلين ديون «ماي هارت ويل غو أون» كأول أغنية تصدرها المغنية في مشوارها.

### 2012-14: تحطيم التوقعات مع 1
سنة 2012 وقعت زارا لارسون عقدا مع شركة التسجيلات (بالإنجليزية: ten music record)‏ أطلقت أول ألبوم لها في أواخر نفس العام تحت اسم (بالإنجليزية: introducing)‏ إحتوي الألبوم علي خمسة أغاني تمكنت عبرهم من احتلال المركز الأول في ترتيب الألبومات في النرويج والمركز الثالث في الدنمارك وحازت إحدي أغاني الألبوم علي شهادة البلاتينيوم من أكادمية الموسيقي في السويد.

### 2015- الآن: ثاني ألبوم كامل
في 5 يونيو 2015 , لارسون أصدرت أغنية «لاش لايف» من ثاني ألبوم لها. الأغنية أصبحت ثاني أغنية لها تحقق المرتبة الثاني وحصلت على البلاتينوم 4 مرات في السويد. الأغنية وصلت للمراكز الخمسة الأولى في أستراليا والدنمارك والنرويج وسويسرا ونيوزيلادنا وألمانيا والنمسا. 
إتخذت مسيرة زارا لارسون منحي عالمي بعد إصدارها لألبومها الجديد في 23 مارس 2017 تحت اسم 'جيد جدا  (بالإنجليزية:so good) إحتل الأخير المرتبة السابعة في ترتيب الألبومات البريطاني. تضمن الألبوم ثمانية أغاني هم علي التوالي «حياة معشبة» (بالإنجليزية: lush life) «'لن أنساك»' (بالإنجليزية:never forget you) التي إحتلت المرتبة 13 في ترتيبالبيلبورد الأمريكيى و «'لاتدعني أكون لك»' (بالإنجليزية: don't let me be your's) التي إحتلت المركز 15 في ترتيب الأغاني البريطانية UK charts , '«سمفونية'» (بالإنجليزية:symphony) التي أصبحت أول أغنية لها تحتل المرتبة الأولي في بريطانيا و '«سأعجب»' (بالإنجليزية: I would like) إضافة ل (بالإنجليزية: ain't my fault)

## الحياة الشخصية والأعمال الأخرى
بين عامي 2017 و2019، كانت تواعد عارض الأزياء البريطاني بريان إتش ويتاكر، الذي قامت بالتغريد عليه في عام 2015، لكنها لم تقابله إلا بعد مرور عامين. منذ عام 2020، كانت لارسون على علاقة بالراقص السويدي الأمريكي لامين هولمين. في 18 مايو 2017، أصدرت لارسون مجموعة H&M التي تحتوي على ملابس وإكسسوارات مختلفة. شاركت في عملية الإنشاء من خلال اتخاذ القرارات المتعلقة بالطباعة والألوان والملاءمة. اللون الوردي هو اللون الشائع في المجموعة بأكملها.
شاركت المغنية السويدية زارا لارسون أيضاً في دعم القضية الفلسطينية من خلال انتقاد ازدواجية المعايير التي يتبعها الغرب قائلة: "أوه، لماذا يجب الوقوف مع أوكرانيا عندما تغزوها روسيا ولكن ليس مع فلسطين؟". وهي ليست المرة الأولى التي تعلن فيها نجمة عن موقفها تجاه القضية الفلسطينية، إذ سبق أن نددت بالأعمال العسكرية التي يتبعها الاحتلال الإسرائيلي تجاه المدنيين في فلسطين.

## الإصدارات

### ألبوماتها
| الألبوم | بالإنجليزية | السنة |
| ------- | ----------- | ----- |
| 1       | 1           | 2014  |
| جيد جداً | So Good     | 2017  |

### أغانيها المنفردة
| الأغنية            | بالإنجليزية           | السنة |
| ------------------ | --------------------- | ----- |
| قلبي سوف يذهب إلى  | My Heart Will Go On   | 2008  |
| كشف                | Uncover               | 2013  |
| هي ليست أنا        | She's Not Me          | 2013  |
| أولاد سيئين        | Bad Boys              | 2013  |
| رحل بيتك           | Carry You Home        | 2014  |
| سطح                | Rooftop               | 2014  |
| قلب ضعيف           | Weak Heart            | 2015  |
| عش الحياة          | Lush Life             | 2015  |
| لن أنساك أبدا      | Never Forget You      | 2015  |
| هذا ليس خطائي      | Ain't My Fault        | 2016  |
| أود                | I Would Like          | 2016  |
| جيد جداً            | So Good               | 2017  |
| لا تدعني أصبح ملكك | Don't Let Me Be Yours | 2017  |
| فقط أنت            | Only You              | 2017  |

## روابط خارجية
- زارا لارسون على موقع IMDb (الإنجليزية)
- زارا لارسون على موقع ميتاكريتيك (الإنجليزية)
- زارا لارسون على موقع روتن توميتوز (الإنجليزية)
- زارا لارسون على موقع ميوزك برينز (الإنجليزية)
- زارا لارسون على موقع أول ميوزيك (الإنجليزية)
- زارا لارسون على موقع ديسكوغز (الإنجليزية)
- زارا لارسون على موقع قاعدة بيانات الفيلم (الإنجليزية)